# Киштвар (национальный парк)
Национальный парк Киштвар — национальный парк в Доде, в Джамму и Кашмире, Индия. Он ограничен с севера рекой Ренай, с юга водосбором Кибар Нала, с востока Гималаями и с запада рекой Марва.

## Создание
Учреждён 4 февраля 1981 (Извещение № 21/FST от 1980—1981).
- Площадь — 42 500 гектара
- Землепользователь — государство
- Высоты — от 1700 м до 4800 м

## Описание
Национальный парк охватывает водосборные бассейны Киар, Ната и Кибар Налас, все из которых стекают на юго-запад, в реку Марва, соединяющуюся с Чинабом чуть выше Киштвара. Местность, как правило, суровая и крутая, с узкими долинами, ограничена высокими горами. Примыкает к хребтам Великих Гималаев. В скалах сильно выраженна складчатость и они состоят в основном из гранита, гнейса и сланцев, иногда из мрамора. Бедные, слегка щелочные почвы в основном с аллювиальными россыпными месторождениями (Kurt,1976;Bacha, 1986).

## Климат
Муссоны чувствуются слабо, среднегодовые осадки на высоте 1761 метр — 827—741 мм, самые дождливые месяцы март-апрель и июль-август. В декабре и январе снег лежит по всему парку. Температуры: 130 and −70в январе и 110c до 350c в июле(Kurt, 1976;Bacha,1986).

## Растительность
Сосна, гималайский кедр, рододендрон, альпийские луга и т. д.

## Животные
Особо известны Гималайский улар и Бурый медведь

## Население
В районе проживают тхакуры, кашмирцы, гуджары и кашмирские пандиты (Bacha, 1986)

## Население в парке
1115 семей кочевников содержит 25 000 голов скота. Также жители окружающих деревень имеют право пасти 10 000 голов скота в парке. (Bacha, 1986)